# Punta Helbronner
La punta Helbronner (3.462 m s.l.m.) è una montagna del massiccio del Monte Bianco nelle Alpi Graie, posta lungo la frontiera tra Italia e Francia. Prende il nome da Paul Helbronner, ingegnere e alpinista francese.

## Descrizione

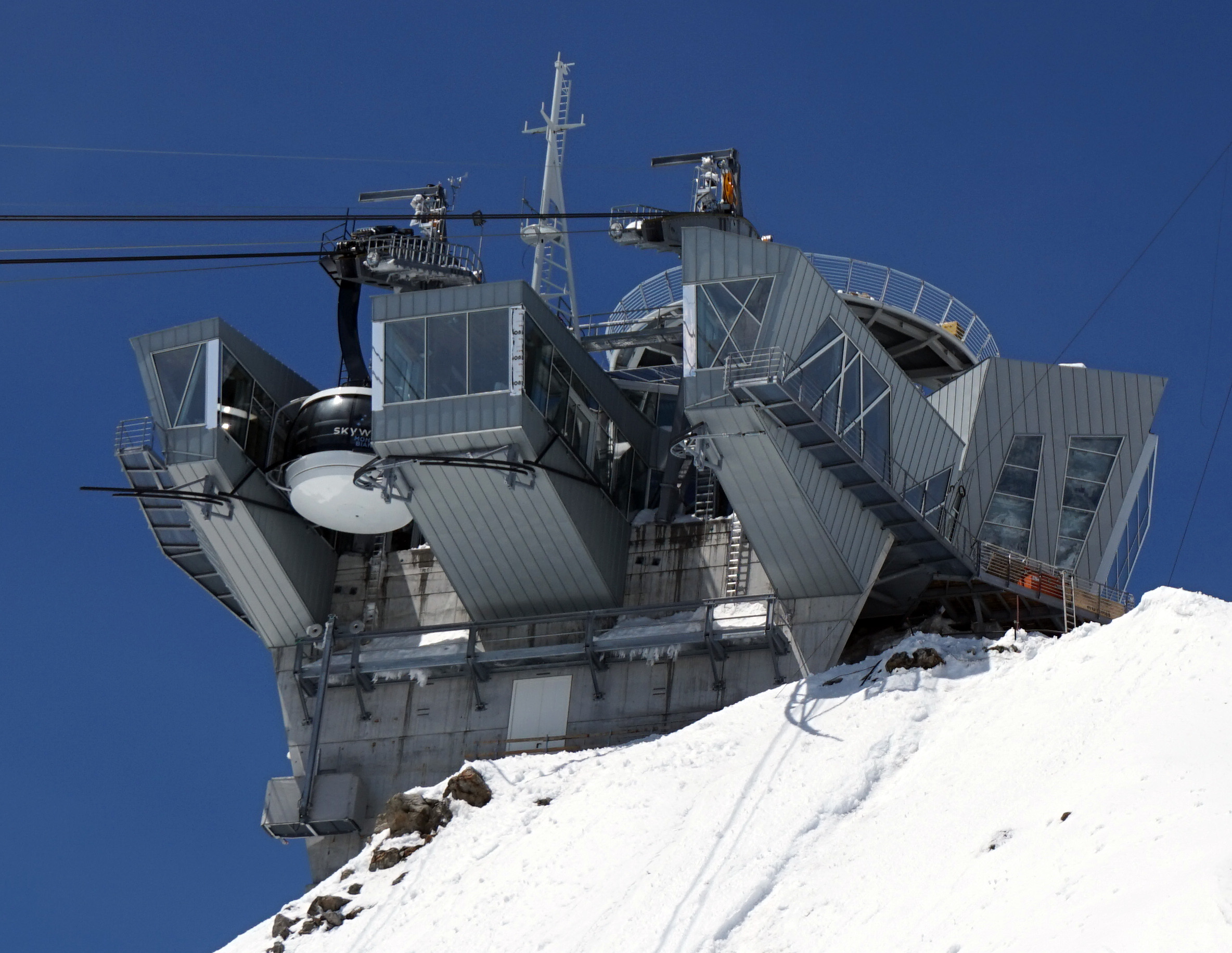
La stazione di arrivo della funivia in vetta alla montagna.

Fino all'aprile del 2012 sulla cima arrivava la funivia dei Ghiacciai, ma poi il tratto che collegava il rifugio Torino con la punta è stato smantellato a seguito dei lavori per il ripristino completo del trasporto funiviario. Il 23 giugno 2015 la punta Helbronner ha visto il viaggio inaugurale della nuova funivia Sky way Monte Bianco, che sale ruotando di 360°.

### Mostra dei cristalli
La mostra dei cristalli, con 150 minerali provenienti dal massiccio del Monte Bianco, è allestita presso il Centro visitatori del Pavillon.